# Вадстена (община)
Община Вадстена (на шведски: Vadstena kommun) е разположена в лен Йостерйотланд, югоизточна Швеция с обща площ 415 km2 и население 7383 души (към 31 декември 2013). Община Вадстена граничи на север с община Мутала, на югозапад с община Мьолбю, на юг с община Йодесхьог, а на изток се разполагат бреговете на езерото Ветерн. Административен център на община Вадстена е едноименния град Вадстена.

## История
Общината е обособена на 1 януари 1863 година под името „Вадстена стад“ (на шведски: Vadstena stad) съгласно първата административната реформа в Швеция заложена в документа Förordning om kommunalstyrelse i stad (SFS 1862:14), която води до създаването на шведските общини. Процесът започва още на 8 декември 1862 година, когато града Вадстена избира своя градски съвет. 70 души от общо 2514-те жители на града гласуват в рамките на изборите за градски съвет и по-късно съветът участва в обособяването на общината.
Съгласно втората административна реформа в Швеция от 1952 година, към „Вадстена стад“ се присъединяват териториите на бившата община „Санкт Пер“ (Sankt Pers landskommun), при което територията на община „Вадстена стад“ нараства от 6 на 22 km2. По същото време се обособяват и три други общини: „Фолкунга“ (Folkunga), „Аска“ (Aska) и „Йостйота-Дал“ (Östgöta-Dal), които не просъществуват дълго. На 1 януари 1967 година Йостйота-Дал се присъединява към община „Вадстена стад“. На 1 януари 1971 година част от община „Фолкунга“ се обединява с „Вадстена стад“. Скоро след това на 1 януари 1974 година, самата община „Вадстена стад“, става част от община Мутала в рамките на общ блок от общини. Работата в рамките на новата община Мутала става неефективна и през 1980 година се взима решение за отделянето на община Вадстена като самостоятелна единица, поемайки част от територията на бившата община „Аска“. Може да се счита, че през 1980 година община Вадстена добива окончателен вид.

## Население
Населението на община Вадстена през последните няколко десетилетия е относително постоянно. Гъстотата на населението е 40,45 д/km2.
| Население на община Вадстена в годините между 1970 и 2010 | Население на община Вадстена в годините между 1970 и 2010 | Население на община Вадстена в годините между 1970 и 2010 | Население на община Вадстена в годините между 1970 и 2010 | Население на община Вадстена в годините между 1970 и 2010 |
| --------------------------------------------------------- | --------------------------------------------------------- | --------------------------------------------------------- | --------------------------------------------------------- | --------------------------------------------------------- |
| Година                                                    |                                                           |                                                           | Население                                                 |                                                           |
| 1970                                                      | 1970                                                      |                                                           | 7540                                                      | 7540                                                      |
| 1975                                                      | 1975                                                      |                                                           | 7718                                                      | 7718                                                      |
| 1980                                                      | 1980                                                      |                                                           | 7654                                                      | 7654                                                      |
| 1985                                                      | 1985                                                      |                                                           | 7435                                                      | 7435                                                      |
| 1990                                                      | 1990                                                      |                                                           | 7557                                                      | 7557                                                      |
| 1995                                                      | 1995                                                      |                                                           | 7710                                                      | 7710                                                      |
| 2000                                                      | 2000                                                      |                                                           | 7668                                                      | 7668                                                      |
| 2005                                                      | 2005                                                      |                                                           | 7527                                                      | 7527                                                      |
| 2010                                                      | 2010                                                      |                                                           | 7391                                                      | 7391                                                      |
| Източник: SCB - Преброяване по регион и време             |                                                           |                                                           |                                                           |                                                           |

## Природа
Община Вадстена е разположена на бреговете на езерото Ветерн, което е второто по-големина в Швеция. Риболовът е бил важен източник на храна при формирането на град Вадстена през 10 век и продължава да бъде важна част от икономиката на града.
В рамките на общината се разполагат два природни резервата:
- Омберислиден (Ombergsliden), на площ от около 230 000 m2. Представлява голямо мочурище, богато на варовик. На територията на този резерват могат да се открият редица редки растения, като орхидеята Gymnadenia odoratissima и насекомоядни растения от род Pinguicula [2].
- Кастад куле торенг (Kastad kulle torräng), представляващ хълмиста местност с варовикови почви. На територията му виреят редки растения като например Oxytropis pilosa, което иначе се открива рядко извън Готланд [3].

## Селищни центрове в общината
| Вадстена (Vadstena) |  | Борихамн (Borghamn) |
| Вадстена (Vadstena) |  | Борихамн (Borghamn) |

Практически град Вадстена е единственото голямо селище (на шведски: tätort) в рамките на общината и е неин административен център. Населението на града Вадстена е 5613 души (към дата 31 декември 2010). В общината има и няколко много малки населени места (на шведски: småort), които по дефиниция имат население между 50 и 199 души. Такива към дата 31 декември 2005 година са Borghamn (под 199 души), Rogslösa (105 души)
Skedet (101 души). Останалата част от населението е в изключително малки селища, пръснати в рамките на общината.

## Религия
Основната религия в община Вадстена е традиционната за Швеция – лутеранство, като областта е под юрисдикцията на Шведската църква. В рамките на общината се разполагат енориите Вадстена, Далс и част от Аска, всички в рамките на диоцеза Линшопинг. В община Вадстена има изградени редица църкви, някои от които са едни от най-старите на територията на Швеция.
|  |  |  |  |  |
|  |  |  |  |  |

## Международно сътрудничество
Община Вадстена има изградени отношения на сътруничество със следните приятелски градове и общини :
- Наантали
- Богенсе
- Свелвик
- Вестурбюгд
- Краслава